# Freadelpha eremita
Freadelpha eremita là một loài bọ cánh cứng trong họ Cerambycidae.